# Yollarbaşı, Viranşehir
Yollarbaşı là một xã thuộc huyện Viranşehir, tỉnh Şanlıurfa, Thổ Nhĩ Kỳ. Dân số thời điểm năm 2011 là 1.351 người.